# Juan Ignacio Díaz
Juan Ignacio Díaz (n. Ensenada, Provincia de Buenos Aires, Argentina; 26 de mayo de 1998) es un futbolista argentino. Juega de defensor y su equipo actual es O'Higgins, de la Primera División de Chile.

## Trayectoria

### Estudiantes de La Plata
El 1 de junio de 2016, jugando para la sub-19 participó de la delegación que jugó en Malasia, la final en la cual Estudiantes de La Plata ganaría la Copa Frenz International Cup 2016 derrotando al Club Internacional de Brasil por 1 a 0.
En base a una buena temporada de divisional reserva, a principios de 2019,comenzó la pretemporada con los jugadores de primera división de Estudiantes de La Plata. Luego de un mes con el plantel profesional, debutó con la camiseta del Pincha: el 9 de febrero, fue titular en la victoria por 1-0 sobre Patronato. También disputó 21 minutos en el clásico de La Plata.

### Agropecuario
Para sumar rodaje, fue prestado a Agropecuario, equipo de la Primera Nacional. Debutó en la segunda categoría del fútbol argentino el 27 de marzo de 2021 en la victoria por 2-0 sobre Temperley, ingresando a los 39 minutos del segundo tiempo por Nicolás Dematei.

### Barracas Central
A raíz de haber tenido un buen año en el Club Agropecuario es contratado por Barracas Central para integrar su plantel en la temporada 2022 de la primera división de Argentina.El 17 de octubre de 2022 convierte su primer gol en Barracas en la victoria del "guapo" por 2 a 1 en calidad de visitante ante Arsenal en Sarandí.

## Estadísticas

### Clubes
- Actualizado hasta el 25 de febrero de 2024.

| Club                       | Div.                | Temporada           | Liga  | Liga  | Copas nacionales | Copas nacionales | Torneos internacionales | Torneos internacionales | Total | Total |
| Club                       | Div.                | Temporada           | Part. | Goles | Part.            | Goles            | Part.                   | Goles                   | Part. | Goles |
| -------------------------- | ------------------- | ------------------- | ----- | ----- | ---------------- | ---------------- | ----------------------- | ----------------------- | ----- | ----- |
| Estudiantes (LP) Argentina | 1.ª                 | 2018-19             | 4     | 0     | —                | —                | —                       | —                       | 4     | 0     |
| Estudiantes (LP) Argentina | Total club          | Total club          | 4     | 0     | 0                | 0                | 0                       | 0                       | 4     | 0     |
| Agropecuario Argentina     | 2.ª                 | 2021                | 20    | 1     | —                | —                | —                       | —                       | 20    | 1     |
| Agropecuario Argentina     | Total club          | Total club          | 20    | 1     | 0                | 0                | 0                       | 0                       | 20    | 1     |
| Barracas Central Argentina | 1.ª                 | 2022                | 23    | 1     | 1                | 0                | —                       | —                       | 24    | 1     |
| Barracas Central Argentina | 1.ª                 | 2023                | 33    | 0     | 1                | 0                | —                       | —                       | 34    | 0     |
| Barracas Central Argentina | Total club          | Total club          | 56    | 1     | 2                | 0                | 0                       | 0                       | 58    | 1     |
| O'Higgins · Chile          | 1.ª                 | 2024                | 2     | 0     | 0                | 0                | —                       | —                       | 2     | 0     |
| O'Higgins · Chile          | Total club          | Total club          | 2     | 0     | 0                | 0                | 0                       | 0                       | 2     | 0     |
| Total en su carrera        | Total en su carrera | Total en su carrera | 82    | 2     | 2                | 0                | 0                       | 0                       | 84    | 2     |
| 1. 2. 3.                   |                     |                     |       |       |                  |                  |                         |                         |       |       |

## Palmarés

### Campeonatos internacionales
| Competición                  | Equipo                         | Sede    | Resultado |
| ---------------------------- | ------------------------------ | ------- | --------- |
| Frenz International Cup 2016 | Estudiantes de La Plata Sub-19 | Malasia | Campeón   |